# Société américaine d'écologie
Pour les articles homonymes, voir ESA.
La Société américaine d'écologie (en anglais Ecological Society of America ou ESA) est une société savante américaine regroupant des écologues professionnels. Elle compte, selon elle, environ 9 000 membres.

## Objectifs
La réunion fondatrice eut lieu à Columbus (Ohio) le 28 décembre 1915 dans le but de :
- promouvoir la science de l’écologie en améliorant les relations entre les différents spécialistes ;
- améliorer la perception par le public de l’importance de cette discipline ;
- améliorer les ressources disponibles pour la conduite de cette science et
- assurer une utilisation avisée de la science écologique lors des décisions environnementales par l’amélioration de la communication entre les membres de la communauté scientifique et les décideurs politiques.

## Activités
La société publie la revue scientifique Ecology depuis 1920, ainsi que Ecological Monographs, Ecological Applications, Frontiers in Ecology, Issues in Ecology, The Bulletin... Un congrès annuel est organisé dans différentes villes des États-Unis et du Canada. Longtemps centrée sur des problèmes principalement techniques, cette organisation tente, depuis une dizaine d’années, d’avoir plus d’influence auprès des décideurs et du grand public, notamment par son bureau des affaires publiques et des publications vulgarisées.

## Présidents
- Nancy Grimm (2005-2006)
- Scott L. Collins (2021)